# Samordningsnummer
Samordningsnummer är ett  identititetsnummer för personer som inte är folkbokförda i Sverige men som "ändå har behov av att ha kontakt med svenska myndigheter eller andra delar av samhället".
Numret liknar det svenska personnumret som varje folkbokförd person tilldelas, men har talet 60 adderat till födelsedatumet. Om personen exempelvis är född den 1 januari 1970, är samordningsnumret på formen 700161-XXXX. Numret kan stå på det LMA-kort som asylsökande med arbetstillstånd får.
I Norge finns liknande nummer som kallas D-nummer (länk till Norska Wikipedia). I Danmark finns ett liknande nummer som kallas erstatningspersonnummer ("ersättningspersonnummer"). I åtskilliga länder finns det inte denna typ av nummer, utan man har andra sätt att intyga varje enskild persons unika identitet.

## Bakgrund
Samordningsnummer infördes i Sverige den 1 januari 2000. Dessförinnan kunde även icke folkbokförda personer tilldelas personnummer. Syftet med införandet av samordningsnummer var att sörja för myndigheters behov av en enhetlig identitetsbeteckning för icke folkbokförda personer för att undvika personförväxling och lättare utbyta information om personen med andra myndigheter och organisationer. Bakgrunden var ökat antal kontakter med bosatta utomlands, vilket delvis förklaras genom Sveriges inträde i EU, som ledde till ökad rörlighet inom Europa. Man såg också en risk för att personnumren skulle ta slut för vissa datum. 
Fram till 2010 hade samordningsnummer skapats för 400 000 personer, varav omkring 150 000 bedömdes bo och arbeta i Sverige. Sju år senare, 2017, hade antalet skapade samordningsnummer ökat till 750 000, men alla lever inte eller befinner sig inte i Sverige, och många har senare ersatts av ett personnummer.
Enligt uppgifter från 2020 var ungefär hälften av de dittills utdelade samordningsnumren ostyrkta.

## Lagstiftning
Bestämmelser om samordningsnummer finns i 18 a § folkbokföringslagen (1991:481).
| En person som inte är eller har varit folkbokförd får tilldelas ett samordningsnummer som identitetsbeteckning. Ett samordningsnummer får tilldelas efter 1. begäran från en myndighet eller ett annat organ som regeringen bestämmer, eller 2. ansökan av en enskild som a) har en sådan anknytning till Sverige att han eller hon kan antas behöva en identitetsbeteckning, och b) inställer sig personligen hos Skatteverket och styrker sin identitet. Samordningsnumret ska utgå från den enskildes födelsetid. Numret ska anges med två siffror för vardera år, månad och dag i nu nämnd ordning. Siffrorna för dag ska adderas med 60. Därefter anges ett tresiffrigt individnummer, som är udda för män och jämnt för kvinnor, samt en kontrollsiffra. |
| – Utdrag ur Folkbokföringslagen, |

Skatteverket utfärdar samordningsnummer på begäran av högskolor och vissa myndigheter så som Rikspolisstyrelsen, Försäkringskassan, Arbetsförmedlingen, passmyndighet och Sjöfartsverket samt även Regeringskansliet (UD) för diplomater och andra som omfattas av lagen (1976:661) om immunitet och privilegier. Man kan inte ansöka om samordningsnummer som privatperson.
Det finns två kategorier av samordningsnummer – styrkta samordningsnummer och ostyrkta samordningsnummer. För att få ett styrkt samordningsnummer måste identiteten vara fastställd av den myndighet som begärt samordningsnumret. För att få ett ostyrkta samordningsnummer kan det råda osäkerhet om den enskildes identitet. Samordningsnummer kan inte utgöra underlag för ett svenskt id-kort.
År 2017 meddelade Skatteverket att man gör begränsningar så att man i många fall kräver arbetstillstånd för att dela ut samordningsnummer, och att man kan neka personer samordningsnummer om identitetshandlingarna visat sig vara falska.
Den 19 juli 2022 presenterade regeringen proposition 2021/22:276, som bland annat skulle innebära att samordningsnummer regleras i en ny lag lagen om samordningsnummer. De lagändringar som föreslogs gälla lokalanställda vid utländska ambassader eller konsulat föreslogs träda i kraft den 1 januari 2023 och övriga ändringar den 1 september 2023.

## Samordningsnummer i praktiken
Samordningsnummer kan användas av svenska myndigheter som identitet på personer som inte är folkbokförda i Sverige, exempelvis som inte har uppehållstillstånd. Det kan gälla för utländska personer som arbetar tillfälligt i landet, exempelvis i väntan på beslut om asyl, eller som pendlar från ett grannland och behöver kunna betala skatt i Sverige för att därmed bli berättigade till sjukpenning. Svenska medborgare som inte folkbokförs i Sverige vid födseln, exempelvis för att barnets svenska föräldrar bor utomlands, erhåller inget personnummer utan kan istället få ett samordningsnummer. Det kan också gälla personer som studerar vid universitet men inte folkbokförs i Sverige, är sjöman på svenskt fartyg, äger sommarstuga och/eller svenskregistrerad bil, övningskör, behöver svenskt körkort, blir åtalade, hamnar i fängelse eller liknande. 
Statistiska centralbyrån uppgav 2017 att samordningsnummer främst används för registrering i skatteregistret, passregistret, belastningsregistret och i olika socialförsäkringsregister. Personer med samordningsnummer kan senare få personnummer om de folkbokförs i Sverige. I dessa fall ersätts samordningsnumret med ett personnummer.

### Problem

#### För samhället
År 2019 rapporterade Dagens Nyheter att 45 procent av 873 000 personer med samordningsnummer inte hade styrkt sin identitet, vilket enligt gränspolisen innebar att Sverige helt tappat kontrollen på vilka som befinner sig i landet och att ett parallellsamhälle växer fram.
På ett antal adresser i Stockholm är hundratals utländska medborgare registrerade med samordningsnummer. Många av dessa har falska id-handlingar och utnyttjar myndigheternas brister för kriminella ändamål till offentliga kostnader som räknas i miljarder. År 2019 uppgav polisen att samordningsnummer utnyttjades av bilmålvakter och att det i registren fanns över 700 samordningsnummer med 10 eller fler fordon registrerade.

#### För innehavare
Trots att samordningsnumret har funnits sedan år 2000 möter personer som har sådant ofta problem vid användning av elektroniska tjänster. De har inte rätt till svensk id-handling eller elektronisk identifikation med Bankid eller Telia Netid. Många myndigheter och institutioner, däribland postombud, sjukvårdsgivare, banker och arbetsgivare saknar administrativa system om samordningsnummer. De flesta webbsidor och elektroniska verktyg som kräver identifikationsnummer godtar enbart formatet för ett svenskt personnummer. Det krävs personnummer för att få ett svenskt id-kort vilket oftast krävs för flera tjänster, som exempelvis hos postombud och banker. En utomlands bosatt person som äger en sommarstuga i Sverige kan behöva svensk internetbank för att betala räkningar, eftersom svenska post- och bankgironummer inte är användbara i utländska banker. Samordningsnummer söks hos Skatteverket av en myndighet, inte direkt av en person. EU-medborgare har rätt att söka arbete och då ska samordningsnumret sökas av Arbetsförmedlingen. Asylsökande får inte samordningsnummer såvida de inte får arbetstillstånd.
Asylsökande måste lämna kopia på sitt LMA-kort och ha fått beslut om undantag från kravet på arbetstillstånd AT-UND. Det råder också motsättningar mellan möjligheten samordningsnummer och arbetstillstånd. Svenskt Näringsliv beskrev 2016 problemet "företag som vill anställa en asylsökande (kräver) i regel [...] ett samordningsnummer för att kunna upprätta ett anställningsavtal samtidigt som Skatteverket kräver anställningsavtal för att kunna ge ett samordningsnummer. De komplicerade reglerna för tilldelning av samordningsnummer bidrog till att endast en av sex asylsökande hade de tillstånd som krävdes för att få arbeta i Sverige under tiden de väntar på asylbesked.